# Komedie mravů
Komedie mravů je literárně-dramatický žánr, typ činohry vyznačující se vtipnými a duchaplnými dialogy, slohovou vytříbeností a elegancí. Obvykle obsahuje satiru namířenou proti moralistům, pokrytcům a hlupákům a kritiku cynických mravů vyšší společnosti, vážící si majetku víc než lidských citů. K jejímu největšímu rozkvětu došlo v Anglii v 18. století.

## Nejstarší příklady
Žánr komedie mravů vychází z nové attické komedie, především z děl antického řeckého dramatika Menandra (342–291 př. n. l.), kterého napodobovali římští dramatici Plautus (254–184 př. n. l.) a Terentius (195/185–159 př. n. l.). Jejich komedie byly známy a inscenovány během renesance a ovlivňovaly soudobý divadelní vkus. V 17. století se komedie mravů projevila zejména ve hrách Molièra (1622–1673), jako je L'École des femmes (1662, Škola pro ženy), Tartuffe (1664) nebo Misantrop (1666).

## Anglie
Za první komedii mravů v Anglii lze považovat Shakespearovu hru Much Ado About Nothing (1599, Mnoho povyku pro nic) a její prvky lze nalézt i v dílech dalších představitelů tzv. alžbětinského divadla, jako byl například Ben Jonson (1572–1637), Thomas Dekker (asi 1572–1632) nebo Philip Massinger (1583–1540). Žánr se ale začal plně rozvíjet až v tzv. restauračním období, tj. po návratu Stuartovců na anglický trůn.
Za zakladatele anglické komedie mravů je považován George Etherege (1636–1692) svými komediemi She Would if She Could (1668, Udělala by to, kdyby mohla) a The Man of Mode (1676, Muž podle módy), a William Wycherley (1641–1716), autor komedie The Country Wife (1675, Venkovská panička).
K nejvýznamnějším představitelům tohoto žánru v Anglii dále patří William Congreve (1670–1729) se svou komedií The Way of the World (1700, Tak to na to světě chodí), George Farquhar (1677–1707), autor komedie The Beaux' Stratagem (1707, Galantní lest), Oliver Goldsmith (1728–1774) a jeho hra She Stoops to Conquer, or Mistakes of a Night (1773, Pokořila se, aby si ho podrobila aneb Omyly noci) a především Richard Brinsley Sheridan (1751–1816), který žánr obohatil o sentimentální senzibilitu a jehož komedie The School for Scandal (1777,  Škola pomluv ), je považována za stěžejní dílo anglického dramatu 18. století.

## 19. a 20. století
V 19. století se ve Francii stává z komedie mravů společenská konverzační komedie, jejíž morální tematika je obvykle doprovázena prvky sentimentu i melodramatu. K jejím představitelům patři zejména Eugène Scribe (1791–1861), Émile Augier (1820–1889), Victorien Sardou (1831–1908) nebo Alexandre Dumas mladší (1824–1895).
Později lze nalézt vliv komedie mravů ve hrách Oscara Wilda (1854–1900), jako je Lady Windermere's Fan (1892, Vějíř lady Windermerové) nebo The Importance of Being Earnest (1895, Jak je důležité míti Filipa), u G. B. Shawa (1856-1950) v jeho hře Pygmalion (1912), ve hře Hay Fever (1925, Senná rýma) Noëla Cowarda (1899–1973). nebo ve hře Loot (1965, Kořist) Joea Ortona (1933–1967).